# أنتوني برغر
أنتوني برغر (بالإنجليزية: Anthony Burger)‏ هو موسيقي وعازف بيانو أمريكي، ولد في 5 يونيو 1961 في كليفلاند في الولايات المتحدة، وتوفي في 22 فبراير 2006 في ميامي في الولايات المتحدة بسبب نوبة قلبية.

## وصلات خارجية
- الموقع الرسمي
- أنتوني برغر على موقع IMDb (الإنجليزية)
- أنتوني برغر على موقع ميوزك برينز (الإنجليزية)
- أنتوني برغر على موقع ديسكوغز (الإنجليزية)